# Benedek Pál (újságíró)
Benedek Pál (Tótkomlós, 1931. július 27. – Tel-Aviv, 1998. augusztus 5.) újságíró.

## Életpályája
Szülei: Benedek (Braun) Hugó (1905–1977) és Kormos Rozália (1904–1993) voltak. Testvére Benedek István Gábor újságíró. A Szegedi Tudományegyetemen szerzett jogi doktorátust 1955-ben.
1957-től Izraelben élt. Az Új Kelet munkatársa, főmunkatársa, majd főszerkesztője volt. Az izraeli magyar nyelvű újságírás egyik legjelentősebb alakja, közéleti tárcáival, belpolitikai írásaival vált ismertté. Műfordítói tevékenysége is jelentős.

## Főbb művei
- Harel, J.: Moshe Dajan Izrael nemzeti hősének élettörténete. Fordítás, (Tel Aviv, 1968)
- Nadel, B.: Orkán a Nílus felett. Fordítás, (Tel Aviv, 1968)
- Uri, D.: Az Uganda művelet. Az izráeli kommandó-akció kulisszatitkai. Fordítás Barzilay Istvánnal, (Tel Aviv, 1977)
- Benedek Pál válogatott írásai. Összeáll.: Benedek Erzsébet és Zeév, (Tel Aviv, 2000)